# Siim Luts
Siim Luts (ur. 12 marca 1989 w Tallinnie) – estoński piłkarz grający na pozycji pomocnika.

## Kariera klubowa
Karierę juniorską spędził we Florze Järvamaa. W 2005 trafił do Paide Linnameeskond. W latach 2006–2011 był zawodnikiem rezerw Flory Tallinn, a w latach 2008-2012 grał w pierwszym zespole tego klubu, w którym zadebiutował 4 października 2008 w zremisowanym 1:1 meczu z JK Tallinna Kalev. W 2009 był wypożyczony do Viljandi Tulevik. 22 stycznia 2013 podpisał kontrakt dwuletni kontrakt z IFK Norrköping. W czerwcu 2014 opuścił ten klub. W styczniu 2015 podpisał roczny kontrakt z Levadią Tallinn. W lipcu 2016 podpisał dwuletni kontrakt z Bohemians 1905.

## Kariera reprezentacyjna
W latach 2009–2010 grał w reprezentacji U-21, w której zadebiutował 11 lutego 2009 w przegranym 2:1 meczu z Finlandią. 11 listopada 2010 został po raz pierwszy powołany do reprezentacji Estonii na mecz z Liechtensteinem. Spotkanie to odbyło się 17 listopada 2010, a Luts wszedł na boisko w 76. minucie za Tarmo Kinka, debiutując tym samym w reprezentacji.